# الكسندر مونرو دوكري
الكسندر مونرو دوكري هو سياسي أمريكي، ولد في 11 فبراير 1845 في غالاتين في الولايات المتحدة، وتوفي بنفس المكان في 26 ديسمبر 1926. نشط حزبياً في الحزب الديمقراطي. وقد انتخب حاكم ميسوري ‏ (14 يناير 1901 – 9 يناير 1905) وانتخب عضو مجلس النواب الأمريكي.